# تپه قلعه بلندی
تپه قلعه بلندی مربوط به سده‌های متاخر دوران‌های تاریخی پس از اسلام است و در شهرستان اراک، بخش مرکزی، دهستان ساروق، روستای کرکان پایین واقع شده و این اثر در تاریخ ۱۸ اسفند ۱۳۸۷ با شمارهٔ ثبت ۲۵۳۸۱ به‌عنوان یکی از آثار ملی ایران به ثبت رسیده است.